# Musée de la mer de Toba
Le musée de la mer de Toba (鳥羽市立海の博物館, Toba Shiritsu Umi no Hakubutsukan) est un musée consacré aux traditions et à la culture de la pêche à Toba, préfecture de Mie, au Japon.

## Ouverture
Après une première ouverture, comme musée privé, en 1971, le musée a rouvert à son emplacement actuel en 1992, et en 2017 il a été restauré en tant que musée public municipal sous son nom actuel. En 1998, le bâtiment du musée, construit par Naitō Hiroshi, a été rajouté parmi la liste des cent plus grands lieux de l'architecture publique (公共建築百選) par le ministère du Territoire, des Infrastructures, des Transports et du Tourisme.

## Collection
La collection du musée qui compte plus de 61 840 objets à son actif au 31 mars 2018, comprend  quatre-vingt-dix embarcations en bois provenant de tout le Japon, et la collection la plus exhaustive du pays concernant les traditions des plongeuses ama, mais aussi 6 879 pièces provenant de la baie d'Ise, la péninsule de Shima et les équipements de pêche de la mer de Kumano qui ont été reconnus comme un bien culturel folklorique tangible. L'exposition s'organise autour de sept thèmes : les traditions des gens de la mer, leurs croyances et leurs festivités, la pollution de la mer, les plongeuses ama, la pêche dans la baie d'Ise, la pêche à Shima et Kumano, les embarcations et la navigation maritime.

## Galerie
|           |
| Intérieur |

|                     |
| Bateau traditionnel |

|                      |
| Embarcations en bois |